# Lista över avsnitt av Bones
Detta är en lista över avsnitt av TV-serien Bones, som började sändas i Fox den 13 september 2005.

## Säsonger

### Säsong 1
| Nr | Titel                            | Regissör               | Författare                       | Sändningsdatum    | Produktionskod |
| --- | -------------------------------- | ---------------------- | -------------------------------- | ----------------- | -------------- |
| 1 - 101 | "Pilot"                          | Greg Yaitanes          | Hart Hanson                      | 13 september 2005 | 1AKY79         |
| Dr. Temperence Brennan, antropolog i forensisk vetenskap, arbetar tillsammans med FBI-agenten Seeley Booth för att utreda ett mord på en senat-praktikant.                                                 |                                  |                        |                                  |                   |                |
| 2 - 102 | "The Man in the SUV"             | Allan Kroeker          | Stephen Nathan                   | 20 september 2005 | 1AKY02         |
| När en diplomat från mellanöstern dör i en bilexplosion måste Booth och Brennan avgöra om han var en terrorist eller ett mordoffer.                                                                        |                                  |                        |                                  |                   |                |
| 3 - 103 | "A Boy in a Tree"                | Patrick Norris         | Hart Hanson                      | 27 september 2005 | 1AKY01         |
| Booth och Brennan försöker reda ut en stor härva av sex, utpressning och lögner när en pojke hittas död på en fin internatskola.                                                                           |                                  |                        |                                  |                   |                |
| 4 - 104 | "The Man in the Bear"            | Allan Kroeker          | Laura Wolner                     | 1 november 2005   | 1AKY04         |
| En människohand hittas i en död björn, vilket leder till att Booth och Brennan reser till Washington för att ta reda på sanningen.                                                                         |                                  |                        |                                  |                   |                |
| 5 - 105 | "A Boy in a Bush"                | Jesús Salvador Treviño | Steve Blackman & Greg Ball       | 8 november 2005   | 1AKY05         |
| En liten pojkes kropp hittas på en äng. Pojken har utsatts för sexuellt övergrepp och har sedan mördats.                                                                                                   |                                  |                        |                                  |                   |                |
| 6 - 106 | "The Man in the Wall"            | Tawnia McKiernan       | Elizabeth Benjamin               | 15 november 2005  | 1AKY06         |
| Under en dispyt på en nattklubb som Brennan och Angela besöker slås en vägg sönder, och ut faller ett mumifierat lik.                                                                                      |                                  |                        |                                  |                   |                |
| 7 - 107 | "The Man on Death Row"           | David Jones            | Noah Hawley                      | 22 november 2005  | 1AKY03         |
| Booth och Brennan får kämpa mot klockan för att försöka utreda ett fall som involverar en man som dömts till dödsstraff.                                                                                   |                                  |                        |                                  |                   |                |
| 8 - 108 | "The Girl in the Fridge"         | Sanford Bookstaver     | Dana Coen                        | 29 november 2005  | 1AKY07         |
| Brennan får besök av sin professor från college och tillika före detta pojkvän. Det visar sig att de båda ska arbeta som specialistvittnen i ett åtal som rör en kropp som hittats i en frys på soptippen. |                                  |                        |                                  |                   |                |
| 9 - 109 | "The Man in the Fallout Shelter" | Greg Yaitanes          | Hart Hanson                      | 13 december 2005  | 1AKY08         |
| Teamet på Jeffersonian Institute blir satta i karantän över jul när obduktionen av en kropp utlöser larmet för smittämnen.                                                                                 |                                  |                        |                                  |                   |                |
| 10 - 110 | "The Woman at the Airport"       | Greg Yaitanes          | Teresa Lin                       | 25 januari 2006   | 1AKY10         |
| Booth och Brennan reser till Los Angeles för att utreda ett mord på en prostituerad vars omfattande plastikoperationer gör det svårt att identifiera vem hon är.                                           |                                  |                        |                                  |                   |                |
| 11 - 111 | "The Woman in the Car"           | Dwight H. Little       | Noah Hawley                      | 1 februari 2006   | 1AKY09         |
| Ett kvinnolik hittas i en utbränd bil och FBI upptäcker att hennes son kidnappats. |                                  |                        |                                  |                   |                |
| 12 - 112 | "The Superhero in the Alley"     | James Whitmore, Jr.    | Elizabeth Benjamin               | 8 februari 2006   | 1AKY12         |
| En grupp barn hittar ett lik utklätt till superhjälte. Booth och Brennan får upp spåret efter Citizen 14 och försöker reda ut vem han försökte rädda.                                                      |                                  |                        |                                  |                   |                |
| 13 - 113 | "The Woman in the Garden"        | Sanford Bookstaver     | Laura Wolner                     | 15 februari 2006  | 1AKY13         |
| Döda kroppar börjar dyka upp efter att en gängmedlem arresterats och misstankar riktas mot en senator. |                                  |                        |                                  |                   |                |
| 14 - 114 | "The Man on the Fairway"         | Tony Wharmby           | Steve Blackman                   | 8 mars 2006       | 1AKY14         |
| När Brennan undersöker en plats där ett plan kraschat hittar hon mänskliga rester av någon som inte var med på planet.                                                                                     |                                  |                        |                                  |                   |                |
| 15 - 115 | "Two Bodies in the Lab"          | Allan Kroeker          | Stephen Nathan                   | 15 mars 2006      | 1AKY15         |
| Två lik ska undersökas av teamet på Jeffersonian, varav den ena är en död maffialedare. Brennan blir beskjuten och förövaren verkar vara kopplad till något av de pågående fallen.                         |                                  |                        |                                  |                   |                |
| 16 - 116 | "The Woman in the Tunnel"        | Joe Napolitano         | Greg Ball & Steve Blackman       | 22 mars 2006      | 1AKY11         |
| Booth och Brennan går under jorden för att utreda ett mord på en dokumentärfilmare. De upptäcker ett ”samhälle i samhället” där lagar från ovan jord inte gäller.                                          |                                  |                        |                                  |                   |                |
| 17 - 117 | "The Skull in the Desert"        | Donna Deitch           | Jeff Rake                        | 29 mars 2006      | 1AKY17         |
| En skalle hittas i området där Angela och hennes pojkvän semestrar, och Angela har inte hört av honom på flera dagar. Brennan åker till Angela för att ta reda på sanningen.                               |                                  |                        |                                  |                   |                |
| 18 - 118 | "The Man with the Bone"          | Jesús Salvador Treviño | Craig Silverstein                | 5 april 2006      | 1AKY16         |
| En skattjakt tar fart när ett lik hittas som i sin hand håller ett fingerben. |                                  |                        |                                  |                   |                |
| 19 - 119 | "The Man in the Morgue"          | James Whitmore, Jr.    | Noah Hawley & Elizabeth Benjamin | 19 april 2006     | 1AKY18         |
| När Brennan befinner sig i New Orleans för att identifiera kroppar efter orkanen Katrina blir hon helt plötsligt indragen i stadens mystiska Voodoo-kultur.                                                |                                  |                        |                                  |                   |                |
| 20 - 120 | "The Graft in the Girl"          | Sanford Bookstaver     | Laura Wolner & Greg Ball         | 26 april 2006     | 1AKY19         |
| Angela blir vän med en ung cancerpatient medan Booth och Brennan försöker ta reda på orsaken till hennes sjukdom: ett sjukt ben som sålts av en svart transplantationsbyrå.                                |                                  |                        |                                  |                   |                |
| 21 - 121 | "The Soldier on the Grave"       | Jonathan Pontell       | Stephen Nathan                   | 10 maj 2006       | 1AKY20         |
| Booth och Brennan utreder ett till synes klart självmord av en soldat som krigat i Irak, men Brennan misstänker att han blivit mördad och att självmordet blivit iscensatt.                                |                                  |                        |                                  |                   |                |
| 22 - 122 | "Woman in Limbo"                 | Jesús Salvador Treviño | Hart Hanson                      | 17 maj 2006       | 1AKY21         |
| Brennan får en chock när ett lik som identifieras på Jeffersonian visar sig vara hennes egen mor. |                                  |                        |                                  |                   |                |

### Säsong 2
| Nr | Titel                                      | Regissör               | Författare                        | Sändningsdatum    | Produktionskod |
| --- | ------------------------------------------ | ---------------------- | --------------------------------- | ----------------- | -------------- |
| 23 - 201 | "The Titan on the Tracks"                  | Tony Wharmby           | Hart Hanson                       | 30 augusti 2006   | 2AKY01         |
| Booth och Brennans utredning av ett självmord får dem att misstänka att den avlidne blivit mördad. Brennan får reda på mer om mannen som mördade hennes mor.                                                                                |                                            |                        |                                   |                   |                |
| 24 - 202 | "Mother and Child in the Bay"              | Jesús Salvador Treviño | Stephen Nathan                    | 6 september 2006  | 2AKY02         |
| Ett ett år gammalt lik av en gravid kvinna upptäcks vid en sjö och den huvudmisstänkta för mordet är kvinnans våldsamma make. |                                            |                        |                                   |                   |                |
| 25 - 203 | "The Boy in the Shroud"                    | Sanford Bookstaver     | Gary Glasberg                     | 13 september 2006 | 2AKY03         |
| Brennans åsikter om fosterhemssystemet tas upp när teamet utreder mordet av en tonåring som rymt hemifrån. |                                            |                        |                                   |                   |                |
| 26 - 204 | "The Blonde in the Game"                   | Bryan Spicer           | Noah Hawley                       | 20 september 2006 | 2AKY04         |
| En ung kvinnas liv står på spel när en fälld seriemördare leker katt och råtta med Booth och Brennan. |                                            |                        |                                   |                   |                |
| 27 - 205 | "The Truth in the Lye"                     | Steven DePaul          | Scott Williams                    | 27 september 2006 | 2AKY05         |
| Brennans team identifierar en delvis smält kropp som hittats på en byggnadsarbetsplats och Booth och Brennan upptäcker att mordoffret levt ett dubbelliv.                                                                                   |                                            |                        |                                   |                   |                |
| 28 - 206 | "The Girl in Suite 2103"                   | Karen Gaviola          | Christopher Ambrose               | 4 oktober 2006    | 2AKY06         |
| Skenet bedrar när man tror att en colombiansk domare är målet för en bombattack. |                                            |                        |                                   |                   |                |
| 29 - 207 | "The Girl with the Curl"                   | Thomas J. Wright       | Karine Rosenthal                  | 1 november 2006   | 2AKY07         |
| Booth och Brennan utreder ett mord av en 10-årig skönhetsdrottning. Samtidigt börjar Angela och Hodgins bli allt mer kärvänliga. |                                            |                        |                                   |                   |                |
| 30 - 208 | "The Woman in the Sand"                    | Kate Woods             | Elizabeth Benjamin                | 8 november 2006   | 2AKY08         |
| I ett fall när mordoffret sysslat med ultimate fighting måste Booth själv ställa upp i en match för att kunna ta reda på sanningen. |                                            |                        |                                   |                   |                |
| 31 - 209 | "Aliens in a Spaceship"                    | Craig Ross, Jr.        | Janet Tamaro                      | 15 november 2006  | 2AKY09         |
| Efter att ha kommit en seriemördare vid namn ”Dödgrävaren” på spåren blir Brennan och Hodgins själva levande begravda. |                                            |                        |                                   |                   |                |
| 32 - 210 | "The Headless Witch in the Woods"          | Tony Wharmby           | Stephen Nathan & Karine Rosenthal | 29 november 2006  | 2AKY10         |
| Spökhistorier kommer till liv i detta avsnitt, när en ung man mördas i samma skog som sägs hemsökas av en häxa utan huvud. |                                            |                        |                                   |                   |                |
| 33 - 211 | "Judas on a Pole"                          | David Duchovny         | Hart Hanson                       | 13 december 2006  | 2AKY11         |
| En gammal konspiration kommer fram i ljuset och Brennan får reda på att hennes far mördat en högt uppsatt FBI-agent. |                                            |                        |                                   |                   |                |
| 34 - 212 | "The Man in the Cell"                      | Jesús Salvador Treviño | Noah Hawley                       | 31 januari 2007   | 2AKY12         |
| Seriemördaren Howard Epps, som Brennan stött på i tidigare utredningar och som visat ett obehagligt intresse för henne, rymmer från fängelset. Ett pussel av ledtrådar måste lösas för att få fast honom innan han hinner skada Temperance. |                                            |                        |                                   |                   |                |
| 35 - 213 | "The Girl in the Gator"                    | Allan Kroeker          | Scott Williams                    | 7 februari 2007   | 2AKY13         |
| Booth tvingas sjukskriva sig efter att ha skjutit mot en glassbil. Brennan får tillsammans med en ny partner lösa ett mord av en collegestudent.                                                                                            |                                            |                        |                                   |                   |                |
| 36 - 214 | "The Man in the Mansion"                   | Dwight H. Little       | Christopher Ambrose               | 14 februari 2007  | 2AKY14         |
| Hodgins äventyrar ett vittnesmål från Jeffersonian när han inte talar om att han hade en personlig relation med mordoffret. Brennan och hennes nya partner lär känna varandra bättre.                                                       |                                            |                        |                                   |                   |                |
| 37 - 215 | "Bodies in the Book"                       | Craig Ross, Jr.        | Karine Rosenthal                  | 14 mars 2007      | 2AKY15         |
| Ett lik hittas fastbundet med röd tejp vid ett ankare, samma sorts tejp som Brennan använder sig av i sina böcker och ett mönster börjar komma fram. Fler lik dyker upp men alla verkar ha alibi.                                           |                                            |                        |                                   |                   |                |
| 38 - 216 | "The Boneless Bride in the River"          | Tony Wharmby           | Gary Glasberg                     | 21 mars 2007      | 2AKY16         |
| Teamet på Jeffersonian får en udda identifieringsuppgift när en kropp hittas i en sjö. Någon har plockat ut skelettet ur kroppen och sedan sytt ihop huden igen.                                                                            |                                            |                        |                                   |                   |                |
| 39 - 217 | "The Priest in the Churchyard"             | Scott Lautanen         | Lyla Oliver                       | 28 mars 2007      | 2AKY17         |
| En översvämning på en gammal kyrkogård gör att man upptäcker en kropp som inte hör hemma på platsen. Booths religiositet krockar med Brennans ateistiska livsåskådning.                                                                     |                                            |                        |                                   |                   |                |
| 40 - 218 | "The Killer in the Concrete"               | Jeff Woolnough         | Dean Widenmann                    | 4 april 2007      | 2AKY18         |
| Brennan måste samarbeta med sin far för att rädda Booth från maffian. |                                            |                        |                                   |                   |                |
| 41 - 219 | "Spaceman in a Crater"                     | Jeannot Szwarc         | Elizabeth Benjamin                | 2 maj 2007        | 2AKY20         |
| En kropp krossas mot marken när den kastas ut ur ett flygplan. Den mördade mannen visar sig vara astronaut och Booth och Brennan börjar fundera på om orsaken till mordet var att mannen sett något som han inte borde ha berättat om.      |                                            |                        |                                   |                   |                |
| 42 - 220 | "The Glowing Bones in the Old Stone House" | Caleb Deschanel        | Stephen Nathan                    | 9 maj 2007        | 2AKY21         |
| En känd kock hittas mördad i en avlägsen stuga. Motivet verkar vara svartsjuka, men frågan är om Booth och Brennan riktat misstankarna mot rätt person.                                                                                     |                                            |                        |                                   |                   |                |
| 43 - 221 | "Stargazer in a Puddle"                    | Tony Wharmby           | Hart Hanson                       | 16 maj 2007       | 2AKY22         |
| Booth och Brennan utreder ett mord på en flicka som lider av den sällsynta sjukdomen progeri. Brennans far återvänder och ger henne överraskande information.                                                                               |                                            |                        |                                   |                   |                |

### Säsong 3
| Nr | Titel                              | Regissör           | Författare                          | Sändningsdatum    | Produktionskod |
| --- | ---------------------------------- | ------------------ | ----------------------------------- | ----------------- | -------------- |
| 44 - 301 | "The Widows Son in the Windshield" | Ian Toynton        | Hart Hanson                         | 25 september 2007 | 3AKY01         |
| Brennan söker efter en ersättare för Zack som åkt till Irak för att hjälpa den amerikanska armén. Teamet inleder en utredning efter att ett kranium kastats från en bro ned på en motorväg. Skallen har tydliga märken efter människotänder, och spåren leder till en kannibalistisk hemlig organisation.                                                                                        |                                    |                    |                                     |                   |                |
| 45 - 302 | "Soccer Mom in the Mini-Van"       | Allan Kroeker      | Elizabeth Benjamin                  | 2 oktober 2007    | 3AKY03         |
| En kvinna sprängs av en bilbomb. Motivet tycks vara kvinnans radikala politiska engagemang under hennes ungdomstid. |                                    |                    |                                     |                   |                |
| 46 - 303 | "Death in the Saddle"              | Craig Ross, Jr.    | Josh Berman                         | 9 oktober 2007    | 3AKY02         |
| Booth och Brennan utreder ett mord som tycks vara kopplat till en särskild sexuell böjelse, hästar. Angela försöker minnas namnet på sin man för att kunna kräva skilsmässa. |                                    |                    |                                     |                   |                |
| 47 - 304 | "The Secret in the Soil"           | Steven DePaul      | Karine Rosenthal                    | 23 oktober 2007   | 3AKY04         |
| En man hittas till synes kokad, men det är något som inte stämmer och Brennan och Booth får slå sina kloka huvuden ihop när de hittar ännu en kropp. |                                    |                    |                                     |                   |                |
| 48 - 305 | "Mummy in the Maze"                | Marita Grabiak     | Scott Williams                      | 30 oktober 2007   | 3AKY05         |
| En mumie av en tonårig flicka hittas i en Halloween-labyrint. Brennan och hennes team fastställer att flickan har varit död i ungefär ett år. Ett annat mumifierat lik av en tonårig flicka hittas på en nöjespark, och de fastställer att hon dött cirka två år tidigare. När teamet får reda på att en tredje tonårig flicka saknas inser de att de har till Halloween på sig att rädda henne. |                                    |                    |                                     |                   |                |
| 49 - 306 | "Intern in the Incinerator"        | Jeff Woolnough     | Christopher Ambrose                 | 6 november 2007   | 3AKY06         |
| En praktikant på Jeffersonian hittas mördad och allt tyder på att det är någon från institutionen som är skyldig. Spekulationerna är många när det framkommer att den mördade kvinnan arbetat i Gormogons valv. |                                    |                    |                                     |                   |                |
| 50 - 307 | "The Boy in the Time Capsule"      | Chad Lowe          | Janet Lin                           | 13 november 2007  | 3AKY07         |
| Kroppen av en tonårig pojke hittas i en tidskapsel som begravdes 20 år tidigare. När teamet söker efter pojkens mördare upptäcker de att han var far till en av hans klasskamraters son. |                                    |                    |                                     |                   |                |
| 51 - 308 | "The Knight on the Grid"           | Dwight H. Little   | Noah Hawley                         | 20 november 2007  | 3AKY08         |
| Ett lik vars knäskålar blivit kirurgiskt borttagna leder Booth och Brennan tillbaka till den kannibalistiska Gormogon. |                                    |                    |                                     |                   |                |
| 52 - 309 | "The Santa in the Slush"           | Jeff Woolnough     | Elizabeth Benjamin & Scott Williams | 27 november 2007  | 3AKY10         |
| Den julhatande Brennan måste själv rädda julen när en jultomte hittas mördad. Brennan och Booth kysser varandra under misteln och Brennan lyckas uppfylla sin fars julönskning. |                                    |                    |                                     |                   |                |
| 53 - 310 | "The Man in the Mud"               | Scott Lautanen     | Janet Tamaro                        | 14 april 2008     | 3AKY11         |
| En kropp upptäcks i en lerpöl. När Booth och Brennan undersöker platsen upptäcker de att den mördade är Tripp Goddard, en motorcykelförare som försvunnit två veckor tidigare. Sweets flickvän introduceras. |                                    |                    |                                     |                   |                |
| 54 - 311 | "Player Under Pressure"            | Jessica Landaw     | Janet Tamaro                        | 21 april 2008     | 2AKY19         |
| En college-basketspelare hittas ihjälklämd bakom läktaren i skolans gymnastiksal. Mordgåtan blir svår att lösa när det visar sig att alla i Cheerleading-teamet kan vara skyldiga. |                                    |                    |                                     |                   |                |
| 55 - 312 | "The Baby in the Bough"            | Ian Toynton        | Karine Rosenthal                    | 28 april 2008     | 3AKY09         |
| En bil rammas och den kvinnliga föraren dödas i kraschen. När Booth och Brennan kommer till platsen upptäcker de att kvinnan hade en baby med sig. Temperence får med hjälp av Booth ta hand om babyn till dess att hans mors mördare kan arresteras. |                                    |                    |                                     |                   |                |
| 56 - 313 | "The Verdict in the Story"         | Jeannot Szwarc     | Christopher Ambrose                 | 5 maj 2008        | 3AKY13         |
| Det är tid för rättegången mot Brennans far. Hela Bones team, förutom hon själv, är kallade som expertvittnen. Temperence är expertvittne på sin fars sida och måste använda all sin kunskap inom det rättstekniska området för att få sin far frikänd. |                                    |                    |                                     |                   |                |
| 57 - 314 | "The Wannabe in the Weeds"         | Gordon C. Lonsdale | Josh Berman                         | 12 maj 2008       | 3AKY12         |
| En amatörsångare hittas mördad. Utredningen leder teamet till en klubb som har en öppen scen för aspirerande artister. Booth får en obehaglig stalker i hälarna. |                                    |                    |                                     |                   |                |
| 58 - 315 | "The Pain in the Heart"            | Allan Kroeker      | Hart Hanson & Stephen Nathan        | 19 maj 2008       | 3AKY14         |
| Ett mänskligt käkben dyker upp på Jeffersonian, tillsammans med två silverskruvar. Seriemördaren Gormogon har slagit till igen. En kedja av chockerande händelser inträffar kort därefter; Zack blir kraftigt skadad i en explosion och Gormogons skelett stjäls från Jeffersonian. Det börjar bli allt mer tydligt att Gormogon har en medhjälpare på insidan, frågan är bara vem.              |                                    |                    |                                     |                   |                |

### Säsong 4
| Nr | Titel                                     | Regissör            | Författare                                                                       | Sändningsdatum    | Produktionskod |
| --- | ----------------------------------------- | ------------------- | -------------------------------------------------------------------------------- | ----------------- | -------------- |
| 59/60 - 401/402 | "The Yanks in the U.K."                   | Ian Toynton         | Hart Hanson & Karine Rosenthal (Part 1) Stephen Nathan & Scott Williams (Part 2) | 3 september 2008  | 3AKY19/3AKY20  |
| Temperence och Seeley åker till London för att föreläsa på konferenser, men dras in i en utredning av ett fall. Hemma i USA vägrar Angelas ex-make skriva under skilsmässohandlingarna. |                                           |                     |                                                                                  |                   |                |
| 61 - 403 | "The Man in the Outhouse"                 | Steven DePaul       | Carla Kettner & Mark Lisson                                                      | 10 september 2008 | 3AKY16         |
| Ett utedass sprängs och man upptäcker att en man mördats och sedan tryckts ned i båset. Den mördade mannen identifieras som en känd programledare med många fiender |                                           |                     |                                                                                  |                   |                |
| 62 - 404 | "The Finger in the Nest"                  | Jeff Woolnough      | Lyla Oliver                                                                      | 17 september 2008 | 3AKY17         |
| Booths son Parker hittar ett finger i ett fågelbo, och teamet söker upp resten av kroppen. När de obducerat mannen fastställer de att han dödats av en hund, vilket leder dem till illegal hundkampsorganisation. |                                           |                     |                                                                                  |                   |                |
| 63 - 405 | "The Perfect Pieces in the Purple Pond"   | Jeannot Szwarc      | Josh Berman                                                                      | 24 september 2008 | 4AKY01         |
| Delar av en kropp hittas liggande i en pool av lila vatten. Brennans team identifierar den döda som Jared Addison, en scifi-författare som hade flera psykiska problem. Med Sweets hjälp försöker de hitta förövaren, men teamet saknar tillräckliga bevis när offrets huvud fortfarande saknas.                                  |                                           |                     |                                                                                  |                   |                |
| 64 - 406 | "The Crank in the Shaft"                  | Steven DePaul       | Elizabeth Benjamin                                                               | 1 oktober 2008    | 3AKY18         |
| En illa omtyckt chef hittas död i företagets hiss. Booth och Brennan måste lista ut vem av de anställda som bragt henne om livet. |                                           |                     |                                                                                  |                   |                |
| 65 - 407 | "The He in the She"                       | Craig Ross, Jr.     | Karina Csolty                                                                    | 8 oktober 2008    | 3AKY15         |
| När ett skelett hittas som bara den övre torson av offret intakt har teamet inte mycket att arbeta utifrån förutom rester av offrets bröstimplantat. Spåren leder till ett litet kyrkligt samfundet i Maryland där offret var präst, men de har inga uppgifter om henne innan hon flyttade till den lilla staden fem år tidigare. |                                           |                     |                                                                                  |                   |                |
| 66 - 408 | "The Skull in the Sculpture"              | Allan Kroeker       | Janet Lin                                                                        | 5 november 2008   | 4AKY03         |
| En konstnär som arbetat med skulpturer av krossade bilar verkar helt ha gått upp i konsten när han hittas död inuti ett av sina konstverk. Angelas före detta flickvän Roxie presenteras för teamet. |                                           |                     |                                                                                  |                   |                |
| 67 - 409 | "The Con Man in the Meth Lab"             | Allison Liddi-Brown | Karine Rosenthal                                                                 | 12 november 2008  | 4AKY04         |
| Booth och Brennan undersöker en brottsplats där en kropp upptäckts under en övning av aspirerande poliser. Identifieringen av mordoffret visar sig bli svårare än de förutsett när ännu en kropp dyker upp. Samtidigt flyttar Booths yngre bror Jared till DC för arbeta på Pentagon.                                             |                                           |                     |                                                                                  |                   |                |
| 68 - 410 | "The Passenger in the Oven"               | Steven DePaul       | Carla Kettner                                                                    | 19 november 2008  | 4AKY05         |
| Booth och Brennan reser till Kina för att identifiera förhistoriska fynd, men ett mord begås på flygplanet och radarparet måste arbeta snabbt för att kunna arrestera mördaren innan planet landar. |                                           |                     |                                                                                  |                   |                |
| 69 - 411 | "The Bone That Blew"                      | Jessica Landaw      | Carla Kettner                                                                    | 26 november 2008  | 4AKY02         |
| När en skalle och olika skelettdelar hittas i ett träd ombes Brennan och Booth att utreda om det rör sig om ett mord. På Jeffersonian har Brennans far fått jobb som lärare, något som hon har svårt att acceptera då han nyligen frikänts för ett mord.                                                                          |                                           |                     |                                                                                  |                   |                |
| 70 - 412 | "Double Trouble in the Panhandle"         | Dwight H. Little    | Lyla Oliver                                                                      | 22 januari 2009   | 4AKY06         |
| Booth och Brennan skaffar arbete på en cirkus för att kunna infiltrera en grupp cirkusartister efter att skelettet efter två siamesiska flickor hittats nedgrävda. Flickorna hade tidigare varit huvudattraktioner på cirkusen.                                                                                                   |                                           |                     |                                                                                  |                   |                |
| 71 - 413 | "Fire in the Ice"                         | Chad Lowe           | Scott Williams                                                                   | 22 januari 2009   | 4AKY07         |
| Booth blir misstänkt för mord när en spelare ur motståndslaget i hockey hittas mördad. |                                           |                     |                                                                                  |                   |                |
| 72 - 414 | "The Hero in the Hold"                    | Ian Toynton         | Janet Lin & Karine Rosenthal                                                     | 5 februari 2009   | 4AKY08         |
| Bevis från utredningen om ”Dödgrävaren” stjäls från Jeffersonian Institute. Booth blir nästa offer för ”Begravaren” och teamet måste arbeta mot klockan för att hinna rädda honom innan syret tar slut. |                                           |                     |                                                                                  |                   |                |
| 73 - 415 | "The Princess and the Pear"               | Steven DePaul       | Matthew Donlan & Jeremy Martin                                                   | 19 februari 2009  | 4AKY09         |
| En PR-modell för en serietidningskonferens hittas mördad och motivet tros vara att hon hade det riktiga Excalibur-svärdet. |                                           |                     |                                                                                  |                   |                |
| 74 - 416 | "The Bones That Foam"                     | David Boreanaz      | Elizabeth Benjamin                                                               | 12 mars 2009      | 4AKY10         |
| Ett bungyjumpande par faller rakt ned mot ett skelett. Efter att teamet fastställt att det inte rör sig om självmord försöker de hitta motiv och dödsorsak, något som låter enklare än vad det är. |                                           |                     |                                                                                  |                   |                |
| 75 - 417 | "The Salt in the Wounds"                  | Steven DePaul       | Carla Kettner & Josh Berman                                                      | 19 mars 2009      | 4AKY11         |
| Booth och Brennan utreder en förstenad människokropp som hittats begravd i ett berg av salt. De upptäcker att offret var en gravid 16-årig volleybollspelare, och är chockade när de får veta att nästan hälften av hennes lagkamrater antingen är gravida eller redan har fått barn med samme pojke.                             |                                           |                     |                                                                                  |                   |                |
| 76 - 418 | "The Doctor in the Den"                   | Ian Toynton         | Janet Lin & Karine Rosenthal                                                     | 2 april 2009      | 4AKY12         |
| 77 - 419 | "The Science in the Physicist"            | Brad Turner         | Karina Csolty                                                                    | 9 april 2009      | 4AKY13         |
| En kvinna hittas i två sopsäckar och liknar mest chili con carne. Frågetecknen är många. Bl.a. ställer Hodgins och Vincent till det när de försöker experimentera fram en lösning och Booth känner sig allt dummare när spåren leder mot hjärnor i klass med Brennans.                                                            |                                           |                     |                                                                                  |                   |                |
| 78 - 420 | "Cinderella in the Cardboard"             | Steven DePaul       | Carla Kettner & Josh Berman                                                      | 15 april 2009     | 4AKY14         |
| Booth och Brennan hittar ett mosat lik pressat i kartongavfall. Fallet blir inte enklare när offret visar sig vara en blivande brud som dessutom varit otrogen. Booth och Brennan tror sig se Daisy prova en brudklänning med sin blivande man och Booth försöker hindra Brennan från att berätta för Sweets.                     |                                           |                     |                                                                                  |                   |                |
| 79 - 421 | "Mayhem on a Cross"                       | Jeff Woolnough      | Dean Lopata                                                                      | 16 april 2009     | 4AKY15         |
| När ett skelett hittas som rekvisita för ett black metal band i Norge får FBI reda på att offret var en amerikansk medborgare. När de utreder det extrema metal-bandet får de reda på saker från Sweets barndom. Gordon Wyatt är tillbaka och hjälper Sweets med hans bok om Booth och Brennan.                                   |                                           |                     |                                                                                  |                   |                |
| 80 - 422 | "The Double Death of the Dearly Departed" | Milan Cheylov       | Craig Silverstein                                                                | 20 april 2009     | 4AKY16         |
| Booth och Brennan är på begravning, när de märker att liket i kistan blivit mördat. |                                           |                     |                                                                                  |                   |                |
| 81 - 423 | "The Girl in the Mask"                    | Ian Toynton         | Michael Peterson                                                                 | 23 april 2009     | 4AKY17         |
| Bones ber Booth om hjälp om hennes assistent. Booth får ett samtal från en vän som ber honom att hålla ett öga på hans syster. Olyckligtvis finner de hennes huvud. Nu måste 'The sguints' lokalisera hennes kropp. |                                           |                     |                                                                                  |                   |                |
| 82 - 424 | "The Beaver in the Otter"                 | Brad Turner         | Scott Williams                                                                   | 30 april 2009     | 4AKY18         |
| Skelettet av en collegestudent hittas i en maskot-kostym från ett konkurrerande college. Medan 'The Squints' undersöker hur liket kom in dit, får Booth veta vad hans bror tänker göra med sitt liv. |                                           |                     |                                                                                  |                   |                |
| 83 - 425 | "The Critic in the Cabernet"              | Kevin Hooks         | Stephen Nathan                                                                   | 7 maj 2009        | 4AKY19         |
| Tempe bestämmer sej för att skaffa ett barn och ber Booth att vara pappa åt barnet. Booth hallucinerar och det blir ett chockerande slut. |                                           |                     |                                                                                  |                   |                |
| 84 - 426 | "The End in the Beginning"                | Ian Toynton         | Hart Hanson                                                                      | 14 maj 2009       | 4AKY20         |
| Historien om ett mord inne på en nattklubb med ett stort antal misstänkta, med bekanta ansikten i ett annat perspektiv. När historien är slut tar Booths hälsa en oväntad vändning. |                                           |                     |                                                                                  |                   |                |

### Säsong 5
| Nr | Titel                                   | Regissör            | Författare                   | Sändningsdatum    | Produktionskod |
| --- | --------------------------------------- | ------------------- | ---------------------------- | ----------------- | -------------- |
| 85 - 501 | "Harbingers in the Fountain"            | Ian Toynton         | Hart Hanson                  | 17 september 2009 | 5AKY01         |
| Efter att Booth återhämtat sig från sin operation tillåter Sweets honom att återgå i tjänst. Angela besöker ett medium som hävdar att det finns kroppar begravda under en fontän och efter en utgrävning hittas tolv mänskliga skelett. |                                         |                     |                              |                   |                |
| 86 - 502 | "The Bond in the Boot"                  | Alex Chappele       | Michael Peterson             | 24 september 2009 | 5AKY02         |
| Brennan och Booth påbörjar en utredning efter att kroppen av en man hittats, och de misstänker att han mördades för innehållet sin portfölj. Spåren leder dem mot hemliga spioner, och deras misstankar stärks när en CIA-agent hittas mördad i en baklucka på en bil. |                                         |                     |                              |                   |                |
| 87 - 503 | "The Plain in the Prodigy"              | Allan Kroeker       | Karine Rosenthal             | 1 oktober 2009    | 5AKY03         |
| En ung medlem i ett Amish-samhälle hittas nära en järnväg. När Booth och Brennan upptäcker att offret var en briljant pianist, misstänker de hans begåvning kan ha lett till hans död. |                                         |                     |                              |                   |                |
| 88 - 504 | "The Beautiful Day in the Neighborhood" | Gordon C. Lonsdale  | Janet Lin                    | 8 oktober 2009    | 5AKY04         |
| Brennan och Booth undersöker mänskliga kvarlevor som hittades under ett kvartersparty. Förortsmentalitet och hemliga skandaler ger alla grannar motiv till mordet, och teamet måste sålla bland de misstänkta för att hitta den skyldige. |                                         |                     |                              |                   |                |
| 89 - 505 | "A Night at the Bones Museum"           | Jeannot Szwarc      | Carla Kettner & Josh Berman  | 15 oktober 2009   | 5AKY05         |
| Mänskliga kvarlevor hittas brända på ett elstängsel. Brennan inser att kvarlevorna är från en egyptisk mumie som lånats ut till Jeffersonians för en utställning. När kuratorn som var ansvarig för mumien och utställningen hittas mördad, misstänker Booth och Brennan bedrägeri. |                                         |                     |                              |                   |                |
| 90 - 506 | "The Tough Man in the Tender Chicken"   | Dwight H. Little    | Dean Lopata                  | 5 november 2009   | 5AKY06         |
| Booth och Brennan kallas in för att undersöka kvarlevor efter en kycklingfarmare hittats på en strand. Bonden skulle ärva en kycklingfabrik och hade många fiender med motiv att döda honom - vilket lämnar teamet med flera mordmisstänkta att sortera igenom. |                                         |                     |                              |                   |                |
| 91 - 507 | "The Dwarf in the Dirt"                 | Chad Lowe           | Karyn Usher                  | 12 november 2009  | 5AKY07         |
| Booth och Brennan utreder mordet på en dvärg som hade varit brottningsstjärna. Samtidigt upptäcker Booth att han inte är en lika bra skytt som han var före sin operation, och han har problem att bli åter-certifierad på FBI. |                                         |                     |                              |                   |                |
| 92 - 508 | "The Foot in the Foreclosure"           | Jeff Woolnough      | Pat Charles                  | 19 november 2009  | 5AKY08         |
| Booths farfar Hank flyttar in hos honom och följer med Brennan och Booth för att undersöka förkolnade rester som hittades av en fastighetsmäklare under en fastighetsvisning. Teamet identifierar offren som en "feeder" och dennes partner. |                                         |                     |                              |                   |                |
| 93 - 509 | "The Gamer in the Grease"               | Kate Woods          | Dean Lopata                  | 3 december 2009   | 5AKY09         |
| När resterna av en tävlingsinriktad spelare upptäcks i en lastbil fylld med fett kallas Brennan och Booth in för att undersöka fallet. Offret, Steve Rifton, är den enda aktiva spelaren i spelcommunityn som fått en perfekt poäng i ett berömt videospel. Steve förvandlade sina framgångar till ett lukrativt partnerskap med en speldomare och tar betalt av fans för att de ska få spela på den maskin som gav honom perfekt poäng. Teamet vid Jeffersonian måste arbeta för att begränsa de många misstänkta som har motiv för att avsluta Riftons regeringstid som spelkung. |                                         |                     |                              |                   |                |
| 94 - 510 | "The Goop on the Girl"                  | Tim Southam         | Carla Kettner                | 10 december 2009  | 5AKY10         |
| När en man utklädd till jultomte spränger sig själv under ett bankrån måste Brennan och Booth identifiera bombaren och fastställa hans motiv. Samtidigt planerar Brennan att tillbringa julen i El Salvador, men hennes far (guest star Ryan O'Neal) övertalar henne att tillbringa semestern tillsammans med honom och en nyupptäckt avlägsen släkting. |                                         |                     |                              |                   |                |
| 95 - 511 | "The X in the File"                     | Allison Liddi-Brown | Janet Lin                    | 14 januari 2010   | 5AKY11         |
| Ett "utomjordiskt" fall tar Booth och Brennan till Nya Mexiko där de undersöker mänskliga kvarlevor med utomjordiska attribut. Offret identifieras som en lokal UFO-fanatiker, känd i staden för sina obevekliga försök att hitta utomjordiska livsformer och vars senaste "bevis" även leder Brennan och Booth att fundera över om vi är ensamma i universum |                                         |                     |                              |                   |                |
| 96 - 512 | "The Proof in the Pudding"              | Emile Levisetti     | Bob Harris                   | 21 januari 2010   | 5AKY12         |
| Mr White och hans team av myndighetspersoner låser in teamet på Jeffersonians labb och kräver att de fastställer dödsorsak för en okänd, men mycket hemlighetsstämplad uppsättning av kvarlevor. När teamet börjar arbeta börjar de misstänka att de undersöker ett av de mest berömda presidentmorden i historien. Samtidigt hjälper Booths chef Andrew Hacker honom att bryta sig in i labbet och undersöka motivet bakom den mystiska utredningen. |                                         |                     |                              |                   |                |
| 97 - 513 | "The Dentist in the Ditch"              | Dwight H. Little    | Pat Charles & Josh Berman    | 28 januari 2010   | 5AKY13         |
| När ett människoskelett upptäcks i en skyttegrav från inbördeskrigets slagfält kallas Brennan och Booth till fallet. Trots den historiska platsen identifierar Brennan snabbt kvarlevorna som Dan Pinard, en nutida lokal tandläkare. Medan Booth utreder misstänkta, däribland offrets före detta pojkvän, arbetar Hodgins och praktikanten Vincent Nigel-Murray ihärdigt för att rengöra benen som täcks av en envis lera, vilken hindrar teamet från att fastställa en dödsorsak. Samtidigt återvänder Booths bror Jared från sin resa med några överraskande nyheter.           |                                         |                     |                              |                   |                |
| 98 - 514 | "The Devil in the Details"              | Ian Toynton         | Michael Peterson             | 4 februari 2010   | 5AKY14         |
| Brennan och Booth utreder ett fall där en vanställd kropp hittats brinnande i en kyrka. När de besöker sjukhuset där offret vårdades för psykiska besvär konfronteras de med misstänkta som är svåra att karaktärisera som antingen goda eller onda. |                                         |                     |                              |                   |                |
| 99 - 515 | "The Bones on the Blue Line"            | Chad Lowe           | Carla Kettner                | 1 april 2010      | 5AKY15         |
| Under en jordbävning slungas ett lik mot ett tunnelbanefönster. Sweets blir chockad av en killes plötsliga död och en hög brev får leda Brennan och Booth till mördaren. |                                         |                     |                              |                   |                |
| 100 - 516 | "The Parts in the Sum of the Whole"     | David Boreanaz      | Hart Hanson                  | 8 april 2010      | 5AKY16         |
| Sweets har skrivit en bok om Brennan och Booth men de tycker inte att den stämmer. Så de får i stället berätta för Sweets om sitt allra första uppdrag. När de lämnat Sweets kontor händer det saker mellan Brennan och Booth. |                                         |                     |                              |                   |                |
| 101 - 517 | "The Death of the Queen Bee"            | Allan Kroeker       | Mark Lisson                  | 15 april 2010     | 5AKY17         |
| Det har begåtts ett mord på Tempes gamla skola i samband med återträffen och Brennan och Booth får gå undercover för att inte väcka misstankar. |                                         |                     |                              |                   |                |
| 102 - 518 | "The Predator in the Pool"              | Dwight H. Little    | Karyn Usher                  | 22 april 2010     | 5AKY18         |
| 103 - 519 | "The Rocker in the Rinse Cycle"         | Jeff Woolnough      | Karine Rosenthal             | 29 april 2010     | 5AKY19         |
| 104 - 520 | "The Witch in the Wardrobe"             | François Velle      | Kathy Reichs                 | 6 maj 2010        | 5AKY20         |
| 105 - 521 | "The Boy with the Answer"               | Dwight H. Little    | Stephen Nathan               | 13 maj 2010       | 5AKY21         |
| Rättegången mot "Dödgrävaren" äger rum men det är svårare än vad teamet trodde att sätta fast Dödgrävaren då hon är hal som en ål och listig som en räv. |                                         |                     |                              |                   |                |
| 106 - 522 | "The Beginning in the End"              | Ian Toynton         | Hart Hanson & Stephen Nathan | 20 maj 2010       | 5AKY22         |

### Säsong 6
| Nr        | Titel                                   | Regissör           | Författare                              | Sändningsdatum    | Produktionskod |
| --------- | --------------------------------------- | ------------------ | --------------------------------------- | ----------------- | -------------- |
| 107 - 601 | "The Mastodon in the Room"              | Ian Toynton        | Hart Hanson                             | 23 september 2010 | 6AKY01         |
| 108 - 602 | "The Couple in the Cave"                | Milan Cheylov      | Stephen Nathan                          | 30 september 2010 | 6AKY02         |
| 109 - 603 | "The Maggots in the Meathead"           | Tim Southam        | Dean Lopata                             | 7 oktober 2010    | 6AKY03         |
| 110 - 604 | "The Body and the Bounty"               | Dwight Little      | Michael Peterson                        | 14 oktober 2010   | 6AKY04         |
| 111 - 605 | "The Bones That Weren't"                | Jeannot Szwarc     | Pat Charles                             | 4 november 2010   | 6AKY05         |
| 112 - 606 | "The Shallow in the Deep"               | Mark Helfrich      | Carla Kettner                           | 11 november 2010  | 6AKY06         |
| 113 - 607 | "The Babe in the Bar"                   | Tim Southam        | Karine Rosenthal                        | 18 november 2010  | 6AKY07         |
| 114 - 608 | "The Twisted Bones in the Melted Truck" | Gordon C. Lonsdale | Josh Berman                             | 2 december 2010   | 6AKY09         |
| 115 - 609 | "The Doctor in the Photo"               | Ian Toynton        | Carla Kettner                           | 9 december 2010   | 6AKY08         |
| 116 - 610 | "The Body in the Bag"                   | Kate Woods         | Janet Lin                               | 20 januari 2011   | 6AKY11         |
| 117 - 611 | "The Bullet in the Brain"               | David Boreanaz     | Karyn Usher                             | 27 januari 2011   | 6AKY10         |
| 118 - 612 | "The Sin in the Sisterhood"             | Rob Hardy          | Karyn Usher                             | 3 februari 2011   | 6AKY12         |
| 119 - 613 | "The Daredevil in the Mold"             | Dwight Little      | Dean Lopata                             | 10 februari 2011  | 6AKY13         |
| 120 - 614 | "The Bikini in the Soup"                | Ian Toynton        | Lyla Oliver                             | 17 februari 2011  | 6AKY14         |
| 121 - 615 | "The Killer in the Crosshairs"          | Milan Cheylov      | Michael Peterson                        | 10 mars 2011      | 6AKY15         |
| 122 - 616 | "The Blackout in the Blizzard"          | David Boreanaz     | Karine Rosenthal                        | 17 mars 2011      | 6AKY16         |
| 123 - 617 | "The Feet on the Beach"                 | Emile Levisetti    | Pat Charles                             | 7 april 2011      | 6AKY18         |
| 124 - 618 | "The Truth in the Myth"                 | Chad Lowe          | Jonathan Goldstein & John Francis Daley | 14 april 2011     | 6AKY19         |
| 125 - 619 | "The Finder"                            | Daniel Sackheim    | Hart Hanson                             | 21 april 2011     | 6AKY17         |
| 126 - 620 | "The Pinocchio in the Planter"          | François Velle     | Keith Foglesong                         | 28 april 2011     | 6AKY20         |
| 127 - 621 | "The Signs in the Silence"              | Dwight Little      | Janet Lin & Stephen Nathan              | 5 maj 2011        | 6AKY21         |
| 128 - 622 | "The Hole in the Heart"                 | Alex Chapple       | Karyn Usher & Carla Kettner             | 12 maj 2011       | 6AKY22         |
| 129 - 623 | "The Change in the Game"                | Ian Toynton        | Hart Hanson & Stephen Nathan            | 19 maj 2011       | 6AKY23         |

### Fotnoter
1. ↑  ”Bones” (på engelska). TV.Com. http://www.tv.com/shows/bones/. Läst 26 januari 2017.